# Amancio Ortega
Don Amancio Ortega (født 28. marts 1936) er en spansk erhvervsmand og milliardær. Han er grundlægger og tidligere forman for Inditex, som er bedst kendt for kæderne Zara og Bershka der sælger tøj og accessories. Han bliver betragtet som en pioner inden for fast fashion. I september 2024 havde Ortega en estimeret formue på $134,3 mia., hvilket gjorde ham til den næstrigeste person i Europa efter Bernard Arnault og den 11. rigeste person i verden. I en kort periode i 2015 var han den rigeste person i verden og overgik Bill Gates, da han formue toppede med omkring $80 mia, da Zaras moderselskab, Inditexs, aktier toppede.
Han er overhoved i Ortega-familien, og den næstrigeste butiksindehaver i verden.